# گالالا (رقص)
گالالا (به لاتین: Galala) نوعی رقص است که در شهر لاگوس در کشور نیجریه محبوب و پرطرفدار است. این رقص که توسط نوازندگان محلی رگی ساخته شده است.